# 1947年北西辺境州住民投票
1947年北西辺境州住民投票（1947ねんほくせいへんきょうしゅうじゅうみんとうひょう、英語: North-West Frontier Province referendum、パシュトー語: د شمال لویدیځ سرحدي ایالت ټولپوښتنه）は、インド・パキスタン分離独立に先立ち、当時のイギリス領インド帝国北西辺境州が、自治領（ドミニオン）となるインドとパキスタンのいずれに帰属するかを決定するため、1947年7月に実施された住民投票。投票は、7月6日から始まり、結果は7月20日に公表された。4百万人ほどの人口があった北西辺境州において、有権者とされたのは 572,798人で、そのうち 51.00% が投票した。投票の結果、289,244票 (99.02%) がパキスタンへの帰属に投票し、インドへの帰属への投票は、わずかに 2,874票 (0.98%) であった。
北西辺境州の首席大臣であったカーン・アブドゥル・ジャバー・カーン、通称カーン・サヒーブ博士 (Dr. Khan Sahib) や、その弟バチャ・カーン、そして神の奉仕党は、住民投票において、北西辺境州が単独で独立する、あるいは、アフガニスタンに帰属するという選択肢が用意されていないとして、投票のボイコットを呼びかけた。このボイコットの呼びかけは一定の影響を与え、1946年の選挙の推定投票率よりも、住民投票の方が15ポイント低かった。

## 背景
1947年2月20日、イギリスの首相クレメント・アトリーは、1948年6月30日までにイギリス領インド帝国の実権をインド人に移譲する過程を監督するインド副王・総督としてマウントバッテン伯爵を選んだ。マウントバッテンは、政権の移譲により統一されたインドが保たれるよう、分割への動きの排除を政府から指示されていた。しかし彼は、イギリスの威信の毀損を最小限にとどめ、速やかにイギリスが撤退できるようにするためであれば、状況の変化に臨機応変に対応する権限を与えられていた。マウントバッテンは、到着してすぐに、インドの状況が爆発寸前の危険な状態にあり、独立の承認を1年も待たせられないと判断した。彼の顧問たちは、段階的に権限を移譲していきながら独立させる方針を支持していたが、マウントバッテンは1947年のうちに秩序ある形で迅速に移譲を進めることが唯一の道であると決意した。それ以上の時間をかければ、内戦が避けられない、と彼は考えた。1947年4月28日から29日に北西辺境州を訪れたマウントバッテンは、住民投票を実施して、州の将来を決めると宣言した。6月2日、マウントバッテンは、インドの分割に向けて、有名な「6月3日計画」を発表し、住民投票を実施して帰属を決定する地域のひとつに北西辺境州を挙げた。全インド・ムスリム連盟とインド国民会議はこの計画を受け入れたが、アブドゥル・ガファー・カーン率いる神の奉仕党運動、全インド・アーザード・ムスリム会議は、この計画、ないしは分離そのものに反対した。
6月21日、「イピ (Ipi) のファキル」と称されたミルザリ・カーン、アブドゥル・ガファー・カーン、その他の神の奉仕党員たちは、バンヌー宣言を発表し、インドかパキスタンか、いずれの自治領（ドミニオン）に帰属するかだけではなく、帝国領内でパシュトゥーン人が多数を占めている地域をまとめた独立国としてパシュトゥーニスタンを設けるという選択肢を盛り込むよう求めた。しかし、イギリス側はバンヌー宣言の要求に応じることを拒み、投票では、パキスタンに帰属する、インドに帰属する、というふたつの選択肢しか与えられなかった。これに対して、アブドゥル・ガファー・カーンと、その兄で州首席大臣であったカーン・サヒーブ博士は、州が独立するという選択肢も、アフガニスタンの一部になるという選択肢も与えられていないと指摘し、投票のボイコットを訴えた。

## 実施体制
1947年6月18日付でインド軍総司令部が発した書簡によると、8名の士官 (Lt. Col. O.H. Mitchell, Lt. Col. V.W. Tregear, Lt. Col. R.W. Niva, Lt. Col. M.W.H. White, Lt. Col. G.M. Strover, Lt. Col. W.I. Moberley, Lt. Col. R.O.L.D. Byrene, Maj. E. de G.H. Bromhead) が政府によって選出され、住民投票を実施する弁務官を支援すべく派遣されることとなった。その他、文官も派遣され、住民投票を実施する下部組織において、軍の人員の監督の下で働いた。
マウントバッテンは、北西辺境州の総督代理ロブ・ロックハートに「石油供給については、両者に等しく担保されるように」と指示を出した。重罪の者を除き、政治犯には恩赦が与えられた。マウントバッテンは、全インド・ムスリム連盟とインド国民会議の指導者たちと会見し、以下のような選挙憲章が宣言された。

1. この住民投票においては以下のようにすることが望ましい。

　　　a) 投票に関する演説は、流血の事態に至る可能性を孕むことに鑑み、可能な限り排除する。
　　　b) 問題は、有権者の前に明確に提示する。
1. これらの目的を達するために以下のようにする。

　　　a) 投票に関する演説は、政党間の同意に基づき、これを禁じる。

　　　b) 投票に関するポスターは、両案のものを並べて掲出し、簡潔かつ節度ある言葉で、将来のふたつの自治領が北西辺境州に何を提供できるのか、それぞれの有利な点を記されなければならない。ふたつの自治領の範域を示した地図が印刷されなければならない。

## 結果
投票率は低目の 51.00%であったが、投票者の 99.02% はパキスタンへの帰属を支持し、これは有権者全体の 50.50% に相当した。非ムスリムの間では投票率は低く、わずか 1.16%であった。農村部の選挙区のムスリムたちの間では、投票率は低めとなり、投票の選択肢にパシュトゥーニスタンとしての独立や、アフガニスタンへの編入を入れるよう要求し、投票のボイコットを呼びかけていた神の奉仕党の地盤では、マルダン管区が 41.56%、ペシャワール管区が 41.68% となった。投票率が最も高かったのは、パキスタンへの帰属を主張して運動していた全インド・ムスリム連盟の地盤であったハザラ管区の 76.22%であった。
| 選挙区 | 選挙区           | 選挙区           | 選挙区                       | 有権者  | 投票率 | 得票           | 得票               | 得票率         | 得票率             | 有権者に占める比率 | 有権者に占める比率 |
| 選挙区 | 選挙区           | 選挙区           | 選挙区                       | 有権者  | 投票率 | インドへの帰属 | パキスタンへの帰属 | インドへの帰属 | パキスタンへの帰属 | インドへの帰属     | パキスタンへの帰属 |
| ------ | ---------------- | ---------------- | ---------------------------- | ------- | ------ | -------------- | ------------------ | -------------- | ------------------ | ------------------ | ------------------ |
|        | ムスリム         | 農村部           | バンヌ管区                   | 51,080  | 65.16% | 145            | 33,137             | 0.44%          | 99.56%             | 0.28%              | 64.87%             |
|        | ムスリム         | 農村部           | デラ・イスマイル・カーン管区 | 45,642  | 64.55% | 158            | 29,303             | 0.54%          | 99.46%             | 0.35%              | 64.20%             |
|        | ムスリム         | 農村部           | ハザラ管区                   | 109,762 | 76.22% | 387            | 83,269             | 0.46%          | 99.54%             | 0.35%              | 75.86%             |
|        | ムスリム         | 農村部           | コハト管区                   | 52,020  | 62.14% | 116            | 32,207             | 0.36%          | 99.64%             | 0.22%              | 61.91%             |
|        | ムスリム         | 農村部           | マルダン管区                 | 86,777  | 41.56% | 1,210          | 34,852             | 3.36%          | 96.64%             | 1.39%              | 40.16%             |
|        | ムスリム         | 農村部           | ペシャワール管区             | 97,088  | 41.68% | 568            | 39,902             | 1.40%          | 98.60%             | 0.59%              | 41.10%             |
|        | ムスリム         | 都市部           | 都市部                       | 50,627  | 70.99% | 262            | 35,680             | 0.73%          | 99.27%             | 0.52%              | 70.48%             |
|        | 非ムスリム       | 非ムスリム       | 非ムスリム                   | 79,802  | 1.16%  | 28             | 894                | 3.04%          | 96.96%             | 0.04%              | 1.12%              |
|        | パシュトゥーン人 | パシュトゥーン人 | パシュトゥーン人             | 301,527 | 49.99% | 2,082          | 148,649            | 1.38%          | 98.62%             | 0.69%              | 49.30%             |
|        | 合計             | 合計             | 合計                         | 572,798 | 51.00% | 2,874          | 289,244            | 0.98%          | 99.02%             | 0.50%              | 50.50%             |

## その後の展開
1947年8月15日にパキスタン自治領が新設された際、北西辺境州もその一部に編入された。選挙で選出された州知事であったカーン・アブドゥル・ジャバー・カーン（カーン・サヒーブ博士）は1947年8月22日までで、パキスタン総督ムハンマド・アリー・ジンナーによって解任された。代わって8月23日には、ムスリム連盟の指導者であったアブドゥル・カイユム・カーン・カシミリが、新たに北西辺境州の首席大臣に任命された。新体制となった州政府は、神の奉仕党運動の指導者であるアブドゥル・ガファー・カーンや、解任されたばかりの州首席大臣カーン・サヒーブ博士、その他この地域の有力者たちを投獄した。1948年7月、イギリスの北西辺境州の総督アンブローズ・フラックス・ダンダスは、州政府に対して、いかなる者に対しても理由を告げることなく拘束し、またその財産を没収する権限を与えた。1948年8月12日に起こったバブラの虐殺では、600人以上の神の奉仕党支持者たちが殺された。1948年9月中旬には、パキスタン政府が神の奉仕党運動を禁じ、1947年の北西辺境州住民投票をボイコットしたこの運動の支持者の多くが逮捕された。州政府は、チャルサダ管区のサルダルヤブにあった神の奉仕党運動の本部を破壊した。